# Lewis Tappan Barney
Lewis Tappan Barney (18 mars 1844 - 19 décembre 1904) est un officier de l'armée de l'Union de la guerre de Sécession. Né en 1844, il devient le plus jeune homme breveté brigadier général et major-général de la guerre.

## Avant la guerre
Lewis Tappan Barney naît dans la ville de Brooklyn, New York le 18 mars 1844, fils d'un avocat New-Yorkais, Hiram Barney et sa femme Susannah A. Tappan. Grandissant avec ses cinq frères et sœurs, Barney devient un greffier d'hôtel et tente sa chance en tant que viticulteur,.

## Guerre de Sécession
En 1862,  la guerre de Sécession faisant rage depuis un an, Barney rejoint le 7th New York Militia Regiment (compagnie F),en tant que simple soldat pour une période de 90 jours de service. En octobre, il rejoint le 68th New York Infantry Regiment (compagnie G). À l'époque, le 68th Infantry fait partie du XI corps de l'armée du Potomac et, dans la brigade de Alexander Schimmelfennig, est affecté aux défenses de Washington. Un mois plus tard, Barney, qui est inscrit dans certaines listes en tant que John Barney, est nommé premier lieutenant,. Il est promu premier lieutenant le 20 novembre 1862 au sein du 68th New York Infantry.
Le 29 février 1864, Barney est promu capitaine et affecté à l'état-major du Général Rufus Saxton. Il exerce en tant que adjudant général adjoint pour les forces stationnées en Caroline du Sud. Pendant l'été, On lui propose de devenir colonel du 106th New York Infantry Regiment, mais il refuse. Au lieu de cela, il tente de lever le 180th New York Infantry. Toutefois, le régiment ne parvient pas à atteindre l'effectif suffisant alors qu'il n'a seulement assez d'hommes pour une compagnie ; et, en février 1865, le régiment est dissout (ses hommes sont transférés au 179th New York Infantry). Le 13 mars 1865, alors âgé de  20 ans, il est breveté à la fois brigadier et major-général des volontaires des États-Unis pour « bravoure et services méritoires pendant la guerre ».

## Après la guerre
Après la guerre, Barney s'installe en Californie et se marie avec son épouse, Mary S. Fowler, en 1875. Il meurt à Inglewood, le 19 décembre 1904 ; et il est enterré dans le cimetière de Rosedale, à Los Angeles (maintenant cimetière d'Angelus-Rosedale),.

## Liens Externes
- Lewis Tappan Barney at Find a Grave